# Dipodomys compactus
Dipodomys compactus је врста глодара из породице кенгур-пацова (Heteromyidae).

## Распрострањење
Врста је присутна у Мексику и Сједињеним Америчким Државама.

## Станиште
Станиште врсте су саване.

## Начин живота
Врста Dipodomys compactus прави подземне пролазе.

## Угроженост
Ова врста је наведена као последња брига, јер има широко распрострањење и честа је врста.